# Niels Poulsen
Niels Poulsen (født 1973) er et Bandidos-medlem, som den 13. marts 1998 ved Østre Landsret blev idømt livsvarigt fængsel for den 6. oktober 1996 at have affyret en panserværnsraket mod et klubhus, beliggende Titangade 2-4, indehavet af Hells Angels i København. To blev dræbt og 18 såret. Niels Poulsen blev indsat til afsoning i Nyborg Statsfængsel.

## Angrebet i Titangade 6. oktober 1996
Klokken tre om natten, den 6. oktober 1996 affyrede Niels Poulsen en kraftig panserværnsraket imod Hells Angels klubhus i Titangade 2-4. Der var samlet over 100 mennesker i rockerfæstningen til klubbens traditionsrige årlige vikingefest.
Den 38-årige Louis Linde Nielsen fra Nørup ved Vejle, der var prøvemedlem hos Hells Angels, samt den 28-årige enlige mor Janne Krohn, som boede i Ægirsgade og havde modtaget Hells Angels invitation til beboere fra området, blev dræbt.
Den daværende præsident for Hells Angels, Christian Sass Middelboe, blev alvorligt såret i ryggen af murstensbrokker, som fløj rundt i lokalet.
Bygningen, der var mål for attentatet er senere blevet nedrevet.

## Relation til den Nordiske Rockerkrig
Angrebet står i forbindelse med den store Nordiske Rockerkrig, som i alt kostede 11 mennesker livet. Et andet angreb med en panserværnsraket fandt sted den 17. april 1996, hvor målet var imod rockergruppen Hells Angels South’s klubhus i Snoldelev. Dette attentat blev aldrig opklaret.
Der blev samme måned også begået et tilsvarende angreb i Ålborg.
Rockerborgen i Titangade blev 21. juli 1996 udsat for et fejlslagent angreb med en bombe placeret i en sportstaske, som ikke gik af, mens 4 personer opholdt sig på stedet.

Det anvendte våben blev stjålet under et indbrud 19. februar 1994 ved det svenske forsvar.
Efter senere indbrud i danske våbendepoter, blev dansk lovgivning om sikkerhed på området strammet op.

## Eksterne links
- Drabssager 1996 Arkiveret 17. juni 2013 hos  Wayback Machine - drabssageridanmark.beboer2650.dk
- Rocker fik livstid for attentat - Jyllands-Posten 14. marts 1998 (kræver abonnement)
- Politiet var advaret om dræber-raketter - Ekstrabladet 20. april 2003
- Dobbelt-morder konge i fængslet – Ekstrabladet 18. februar 2004
- 1998: Dømt for raketangreb Arkiveret 6. november 2014 hos  Wayback Machine - TV 2 19. december 2007

1. ↑  Voldsomt rocker-angreb - danske-nyheder.dk 7. oktober 1996
2. ↑  Rockerstrid på kirkegård - Jyllands-Posten 15. januar 1999
3. ↑  Rockergravsten flyttes Arkiveret 21. februar 2021 hos  Wayback Machine - TV Syd 28. januar 2001
4. ↑  Hvorfor skulle Janne dø? - dengang.dk 14. marts 2012
5. ↑  Frykter hevnen Arkiveret 6. november 2014 hos  Wayback Machine - Verdens Gang 8. oktober 1996
6. ↑  Bombedømt rocker sigtet for bombe-mord - BT 28. april 2004